# جيسي غرين (ملحن)
جيسي غرين (بالإنجليزية: Jesse Green)‏ هو عازف جاز وملحن وعازف بيانو أمريكي، ولد في 1971.

## وصلات خارجية
- جيسي غرين على موقع ميوزك برينز (الإنجليزية)
- جيسي غرين على موقع ديسكوغز (الإنجليزية)